# 聖島 (威爾斯)
聖島（英語：Holy Island）是位於英國西部威爾斯的一個島嶼，緊鄰北威爾斯的安格爾西島西側，面積15.22 sq mi（39.4 km2）。也稱霍利海德島。據2011年英國人口普查，聖島有人口13,659人。聖島有直通安格爾西島的鐵路和公路，島上的主要港口則是霍利海德港。

## 外部連結
- Holy Island protected site （页面存档备份，存于）
- Ysgol Rhoscolyn Primary School